# Sebastian Szostak
wszystkie kluby seby Szostaka
2017.2020 ostrovia
wypożyczenie Ok kolejarz opole 2020.2021
2021.do dziś ostrovia